# واترخانگ
واترخانگ (به هلندی: Watergang) یک منطقهٔ مسکونی در هلند است که در واترلاند واقع شده‌است. واترخانگ ۴۲۰ نفر جمعیت دارد.